# Chocolat's
I Chocolat's sono stati un gruppo musicale di genere tropicale e caraibico formato da francesi e belgi, in attività nel periodo compreso fra il 1975 e il 1985 circa.

## Storia
Il gruppo fu creato dal produttore discografico Marcel De Keukeleire per commercializzare il suo successo Brasilia Carnaval, registrato e mixato con il suo complesso artistico. Tale pezzo fu un successo mondiale e divenne la sigla di un popolare programma televisivo francese condotto da Guy Lux, Ring Parade. L'album vendette 6 830 000 copie.
A Brasilia Carnaval seguirono altri successi, ma la fama dei Chocolat's si spense a metà degli anni ottanta. Alcuni dei loro brani e ritmi furono ripresi, negli anni ottanta e novanta, dal gruppo La Compagnie Créole.

## Discografia parziale

### Album
- 1975 - Chocolat's (Elver, 2 DAC 211), pubblicato in Belgio
- 1975 - Brasilia Carnaval (Aquarius Records, 530 001)
- 1975 - Rythmo Tropical (Aquarius Records, 750 302)
- 1975 - Le double album de Chocolat's (Elver, DIS 495), pubblicato in Francia
- 1975 - Chocolat's (Elver, DA 211/212), pubblicato in Belgio
- 1976 - The Kings of Clubs (Record Bazaar, 31 RB 258)
- 1976 - Chocolat's (Harmony, LPH 8014)
- 1977 - Kings of Clubs (Tom N' Jerry Records, TJA 4500)
- 1977 - Chocolat's (Elver, 143.011 y)
- 1977 - The best of Chocolat's (Harmony, LPH 8020), pubblicato in Italia e Paesi Bassi
- 1977 - Rythmo Tropical/Brasilia Carnaval (Novola, ZND-808 J), pubblicato in Spagna
- 1977 - The best of Chocolat's (Dureco, JDL 25.016-H), pubblicato nei Paesi Bassi
- 1977 - Non Stop Chocolat's
- 1977 - Baby, Let's Do It the French Way/Cubanita
- 1978 - African Choco (Derby, 30 DBR 20091)
- 1978 - Chocolates (RCA Victor, PL 30034), pubblicato in Germania
- 1979 - Señorita por favor
- 1980 - Chocolat's (Able, ABL-17058), pubblicato in Canada
- 1981 - Chocolat's (Elver, EL 4.5002), pubblicato in Belgio
- 1981 - Chocolat's vol. 1/2 (Elver, 60 608), pubblicato in Francia
- 1981 - Le Disque d'Or (Disques Ibach, IBA 2 60569), pubblicato in Francia
- 1988 - The Very Best of Chocolat's (Carosello Records, CLN 25132), pubblicato in Italia
- 1991 - Les Plus Grands Succes de... Chocolat's - Vol. 1 (Ariola Express, 290 512), pubblicato in Belgio
- 1994 - Chocolat's (BMG Special Marketing, 74321211222), pubblicato in Germania
- 1996 - Brasilia Carnaval (Unidisc, SPLK-7275), pubblicato in Canada
- 1996 - Rythmo Tropical (Unidisc, SPLK-7276), pubblicato in Canada
- 2000 - Brasilia Carnaval (amc, 5280732), pubblicato in Francia
- 2008 - Best Of Vol 1 (Elver Records), pubblicato in Francia
- xxxx - Double Album (Elver Records International, 826427-1 826428-1 826429-1), pubblicato in Francia
- xxxx - Chocolat's - Volume 1/2 (Disques Ibach, 822 131-1), pubblicato in Francia
- xxxx - Le double album de Chocolat's - Volume 2 (Disques Ibach, 60610/611), pubblicato in Francia
- xxxx - Les Plus Grands Disques d'or (Disques Ibach, 66.371), pubblicato in Francia

### Singoli
- 1977 - The Kings of Clubs/Orfeu Negro (Tom N' Jerry Records, T7 6002), pubblicato negli Stati Uniti d'America
- 1981 - La Chatte a la Voisine/Donne-Moi un Baiser (Able, ORP-2516), pubblicato in Canada
- 1982 - Fiesta Brasilena/La Chica (Able, AB-982)
- 1988 - Brasilia Carnaval/Cubanita (Elver, EL 3002), pubblicato in Belgio